# Omiodes indicata
Espèce
Synonymes
- Phalaena indicata Fabricius, 1775
- Hedylepta indicata
- Asopia vulgalis Guenée, 1854
- Botis fortificalis Möschler, 1890
- Botys connexalis Walker, 1866
- Botys dolosalis Möschler, 1881
- Botys moeliusalis Walker, 1859
- Botys reductalis Walker, 1866
- Botys sabalis Walker, 1859
- Nacoleia indica ab. pigralis Dognin, 1909
- Omiodes dnopheralis Mabille, 1900
- Psara lionnetalis Legrand, 1966

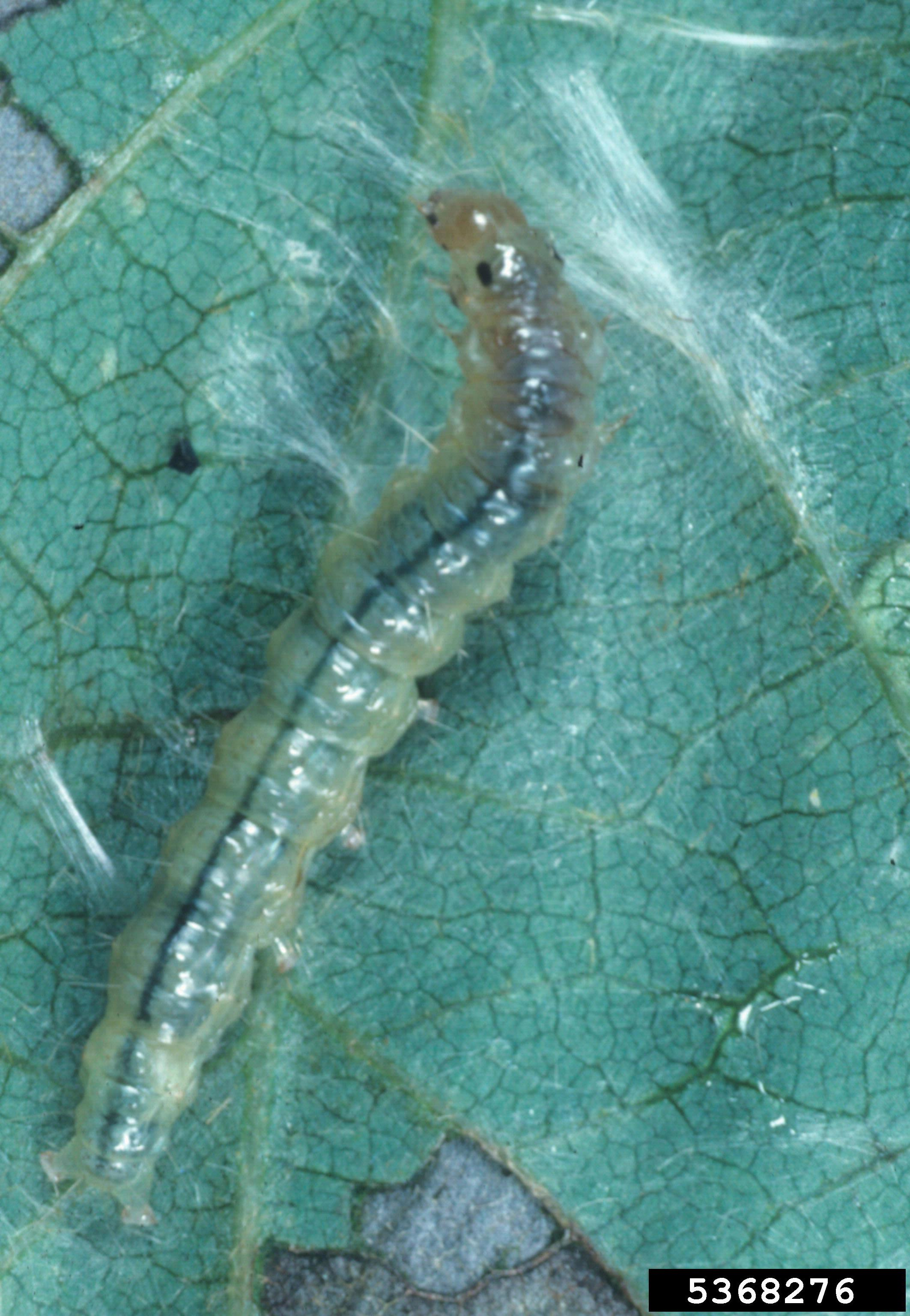
Chenilles.

Omiodes indicata est une espèce d'insectes de l'ordre des lépidoptères (papillons), de la famille des Crambidae.

## Répartition
Omiodes indicata se rencontre depuis le Sud des États-Unis jusqu'en Amérique du Sud, en Afrique, Moyen-Orient, le sud et sud-est de l'Asie et en Australie.

## Description
Omiodes indicata a une envergure d'environ 20 mm. Sa couleur est brune ou jaune-brun avec des lignes de couleur plus foncée sur leurs ailes.
Ses chenilles sont considérées une peste pour le soja, mais elles se nourrissent aussi de Arachis (Arachis hypogaea), Beta vulgaris var. saccharifera, Calopogonium, Chrysanthemum indicum, Coleus, Gloriosa, Glycine max, Lantana camara, Nicotiana tabacum, Phaseolus (y compris Phaseolus vulgaris), Vigna unguiculata et Vigna vexillata.